# سانتا ماریا لا کاریتا
سانتا ماریا لا کاریتا (به ایتالیایی: Santa Maria la Carità) یک کومونه در ایتالیا است که در استان ناپل واقع شده‌است. سانتا ماریا لا کاریتا ۳٫۹۳ کیلومتر مربع مساحت و ۱۱٬۷۱۸ نفر جمعیت دارد و ۲۶ متر بالاتر از سطح دریا واقع شده‌است.